# Mentor von Rhodos
Mentor (altgriechisch Μέντωρ Méntōr; * um 385 v. Chr.; † 340 v. Chr.) war ein griechischer Söldner und Feldherr des 4. vorchristlichen Jahrhunderts.

## Leben
Mentor stammte von Rhodos, sein Bruder war der später ebenfalls bekannte Feldherr Memnon. Beide Brüder begannen ihre militärische Laufbahn 366 v. Chr. als Söldnerführer im Dienst ihres Schwagers, des persischen Satrapen Artabazos, von dem sie in der Provinz des hellespontischen Phrygien auch eigene Lehen empfangen hatten. Mentor heiratete zudem eine Tochter des Artabazos, seine Nichte Barsine. Ihren Schwager unterstützten die rhodischen Brüder im Jahr 354 v. Chr. bei dem Aufstand gegen den persischen Großkönig Artaxerxes III. Ochos, wurden dabei aber von diesem geschlagen. Artabazos, Memnon und Barsine zogen nach Pella in das makedonische Exil.
Mentor aber zog weiter nach Ägypten, um dort als Söldnerkommandant dem Pharao Nektanebos II. zu dienen. Der Pharao sah sich damals der unmittelbaren Bedrohung durch das persische Großreich ausgesetzt und stützte seine Verteidigung im hohen Maß auf Söldner aus Griechenland. Um Persien anderweitig zu binden, unterstützte Nektanebos II. die Erhebung der phönizischen Küstenstädte unter der Führung des Königs Tennes (Tabnit) von Sidon und entsandte Mentor im Jahr 350 v. Chr. mit einem 4.000 Mann starken Söldnerheer zur Unterstützung Sidons. Dort konnte Mentor zunächst erfolgreich die Heere der Satrapen Mazaios und Belesys II. schlagen.
Als aber der persische Großkönig persönlich mit seiner ganzen Heeresmacht auf Sidon zumarschierte, befürchtete König Tennes seinen Untergang. Um diesem zu entgehen, beabsichtigte er sich noch rechtzeitig dem Großkönig zu unterwerfen und diesem seine Stadt auszuliefern. Mentor unterstützte ihn bei dem Verrat am eigenen Volk und beide wechselten die Seite, Sidon wurde vom Großkönig Artaxerxes III. niedergebrannt. Während Tennes aber dennoch vom Großkönig hingerichtet wurde, erhielt Mentor einen führenden Posten im persischen Heer anvertraut.
Nun in persischen Diensten, soll Mentor nach dem griechischen Geschichtsschreiber Diodor in der von Artaxerxes III. im Winter 342/341 v. Chr. geführten Eroberungsschlacht gegen Ägypten gemeinsam mit Bagoas eines der drei Angriffsheere geführt haben, die zuerst gegen Pharao Nektanebos II. vorgingen, während sich Artaxerxes III. zunächst im Hintergrund gehalten haben soll. Das Regiment des Mentor und Bagoas soll zahlreiche Schiffe umfasst haben. Mit der Einnahme von Bubastis ermöglichte er die Eroberung des Nildeltas. Die Angaben von Diodor sind jedoch fragwürdig, weshalb eine sichere historische Bestätigung der beschriebenen Einzelheiten nicht vorgenommen werden kann.
Aufgrund seiner hohen militärischen Erfahrung wurde Mentor danach zum Oberbefehlshaber (Karanos) aller persischen Truppen westlich des Euphrat ernannt, während Bagoas das Oberkommando im Osten erhielt und zum ersten Hofminister aufstieg. Seine hohe Position ermöglichte es ihm, beim Großkönig eine Begnadigung seines Schwagers und seines Bruders zu erreichen, die 341 v. Chr. an den persischen Hof zurückkehrten. Offenbar unterrichteten die Heimkehrer den Großkönig dabei von dem geheimen Abfall des Tyrannen von Atarneus, Hermeias, auf die Seite König Philipps II. von Makedonien.
Mentor wurde mit der Unterwerfung des Hermeias beauftragt, den er 341 v. Chr. in Atarneus belagerte. Um eine schnelle Aufgabe zu erreichen, sicherte Mentor dem Verräter zu, sich für dessen Leben beim Großkönig einzusetzen, sollte er sich ihm ergeben. Hermeias ging darauf ein, doch Mentor brach sein Wort und ließ ihn umgehend in einen Kerker sperren. Hermeias war ein enger Freund des berühmten Philosophen Aristoteles, der auch mit seiner Nichte verheiratet war. Dieser verfasste einen mahnenden Brief an Mentor, in dem er ihn an sein Ehrenwort erinnerte und sich für eine Schonung des Hermeias einsetzte. Mentor aber ignorierte dies und setzte Hermeias der Folter aus, offenbar um so an Informationen über den geplanten Asienfeldzug Philipps II. von Makedonien zu gelangen. Hermeias aber soll der Folter bis zu seinem Tod standgehalten und geschwiegen haben. Aristoteles ließ später im delphischen Heiligtum eine Bronzestatue für seinen Freund errichten, in deren Weiheepigramm er seine Empörung über den Wortbruch Mentors ausdrückte.
Die Bestrafung des Hermeias war die letzte in den Überlieferungen genannte Handlung Mentors, vermutlich beendete er noch in Karien die Herrschaft der Fürstin Ada zugunsten deren Bruders Pixodaros, bevor er 340 v. Chr. starb. Er hatte eine namentlich nicht bekannte Tochter, die später den makedonischen Admiral Nearchos heiratete. Sein Bruder Memnon übernahm den Posten als Oberbefehlshaber der persischen Westprovinzen und heiratete Barsine, die später die Geliebte Alexanders des Großen wurde.